# Fetzenköder
Ein Fetzenköder ist eine Köderart, die beim Angeln auf carnivore Fische eingesetzt wird. Es handelt sich dabei um einen Köder, der aus einem Stück Fischfleisch besteht, welches als Köderlappen an einen Angelhaken gehängt wird. Fetzenköder werden besonders zum Angeln von Zander, Aal und Barsch eingesetzt.

## Einzelnachweis
1. ↑  Fetzenköder auf Fisch & Fang (Memento vom 31. Dezember 2015 im Internet Archive)